# Eocencnemus sugonjaevi
Eocencnemus sugonjaevi  (лат.) — ископаемый вид мелких хальцидоидных наездников рода Eocencnemus из семейства Encyrtidae. Обнаружен в европейских ископаемых останках (Украина, ровненский янтарь, эоцен, 45 млн лет). Характеризуется архаичным строением мезосомы с апикальной позицией паратергитов, трёхзубчатыми мандибулами.
Вид Eocencnemus sugonjaevi был впервые описан в 2002 году украинским энтомологом Сергеем Анатольевичем Симутником (Институт зоологии им. И. И. Шмальгаузена НАН Украины, Киев, Украина). Таксономическая позиция внутри подсемейства Tetracneminae остаётся неясной. Третий ископаемый представитель паразитического семейства энциртиды после ранее описанных видов Encyrtus clavicornis, Eocencyrtus zerovae. Название E. sugonjaevi дано в честь крупного гименоптеролога доктора биологических наук Евгения Семеновича Сугоняева (Зоологический институт РАН, Санкт-Петербург).